# کلجبرین
کلجبرین (به عربی: کلجبرین) یک منطقهٔ مسکونی در سوریه است که در اعزاز واقع شده‌است. کلجبرین ۳٬۲۹۱ نفر جمعیت دارد.